# Ellwanger Schloßweiher und Umgebung
Ellwanger Schloßweiher und Umgebung ist ein Naturschutzgebiet auf dem Gebiet der baden-württembergischen Stadt Ellwangen (Jagst).

## Kenndaten
Das Naturschutzgebiet wurde mit Verordnung des Regierungspräsidiums Stuttgart vom 31. Oktober 2006 ausgewiesen und hat eine Größe von 63,0 Hektar. Es wird unter der Schutzgebietsnummer 1.269 geführt. Der CDDA-Code für das Naturschutzgebiet lautet 378070  und entspricht der WDPA-ID.

## Lage und Beschreibung
Das Schutzgebiet liegt beim Ellwanger Schloss im Stelzenbachtal. Es umfasst das Tal einschließlich der Seitenhänge von der Stelzenbachquelle bis kurz vor die ehemalige Schlossmühle. Der Stelzenbach durchfließt die vier Schlossweiher.
Es liegt in den Naturräumen 102-Vorland der östlichen Schwäbischen Alb und 108-Schwäbisch-Fränkische Waldberge innerhalb der naturräumlichen Haupteinheit 10-Schwäbisches Keuper-Lias-Land und wird von dem ergänzenden Landschaftsschutzgebiet 1.36.016 Schloßberg Ellwangen und Schönenberg teilweise umschlossen. Die direkte Fläche der Weiher gehört außerdem zum FFH-Gebiet Nr. 7026-341 Virngrund und Ellwanger Berge.

## Schutzzweck
Wesentlicher Schutzzweck ist gemäß der Schutzgebietsverordnung die Erhaltung und Förderung einer charakteristischen Kulturlandschaft des Ellwanger Hügel- und Seenlandes mit schützenswerten Landschaftsbildern und Lebensräumen, worin zahlreiche, auch seltene Pflanzen- und Tierarten vorkommen. 
Besonders gilt der Schutz:
- Der Erhaltung und Pflege des schönen Landschaftsbildes im Osten der historischen Stadt Ellwangen mit Weihern, Schafweiden, Obstbaumwiesen, alten Eichen, Alleen, kleinen Wäldern und Hecken;
- Der Erhaltung und Pflege der Schlossweiher als Kulturdenkmale aus der Zeit des Ellwanger Benediktinerklosters, welches die tausendjährige Weiherwirtschaft an den Schlossweihern und weiteren solchen Weihern begründet hat sowie als Lebensraum seltener und gefährdeter Pflanzen- und Tierarten in ihren Lebensgemeinschaften, darunter die im Land akut gefährdete Glänzende Seerose, ferner Libellen, Amphibien und Vögel, darunter Zwergtaucher und Eisvogel mit ihrem nordwürttembergischen Verbreitungsschwerpunkt in und um Ellwangen;
- Der Erhaltung und Pflege selten gewordener Lebensräume wie Feuchtgebiete, Obstbaumwiesen, extensiv genutzte Wiesen und Weiden, strukturreiche Laubwälder und ein fossilienreicher aufgelassener Unterjura-Steinbruch;
- Der Erhaltung eines ruhigen, stadtnahen Erholungsgebietes für die naturnahe und naturverbundene Erholung ohne Veranstaltungen, die durch Lärm oder andere Ereignisse die Tier- und Pflanzenwelt stören;
- Der Erhaltung folgender im Gebiet vorkommender Arten: Baumfalke, Eisvogel, Neuntöter, Tafelente, Wespenbussard und Zwergtaucher.